# Sölden (Tyrol)
Sölden – gmina w Austrii, w kraju związkowym Tyrol, w powiecie Imst. Jest położona w dolinie Ötztal na wysokości 1368 m n.p.m. Znany górski ośrodek turystyczny i sportowy zdolny pomieścić 15 000 turystów jednorazowo, a rocznie prawie 2 mln gości. Gmina jest trzecim najliczniej odwiedzanym miejscem przez turystów po Wiedniu i Salzburgu. Znane jest też z inauguracyjnych zawodów Puchar Świata w narciarstwie alpejskim na lodowcu Rettenbach.

## Sport
Sölden jest jednym z większych ośrodków narciarskich w Austrii dzięki lodowcowi Rettenbach. Sezon narciarski praktycznie się nie kończy. Sölden ma do zaoferowania mnóstwo tras dla początkujących jak i dla doświadczonych narciarzy.
Tereny narciarskie są wyposażone w 35 różnego typu wyciągów, od orczykowych po gondolowe. Sölden oferuje 146 km tras narciarskich (62 km tras czerwonych, 51 km tras niebieskich, 27 km tras czarnych i 6 km tras biegowych).

## Lawina
W południe 3 maja 2009 r. lawina porwała sześciu narciarzy. Świadkowie zobaczyli lawinę na zboczu góry Schalfkogel i powiadomili służby ratownicze, ale ekipy nie były w stanie dojść do miejsca tragedii z powodu złej pogody. Ponowna próba została przeprowadzona przez helikopter i po kilku godzinach poszukiwań odnaleziono sześć ciał.

## Galeria

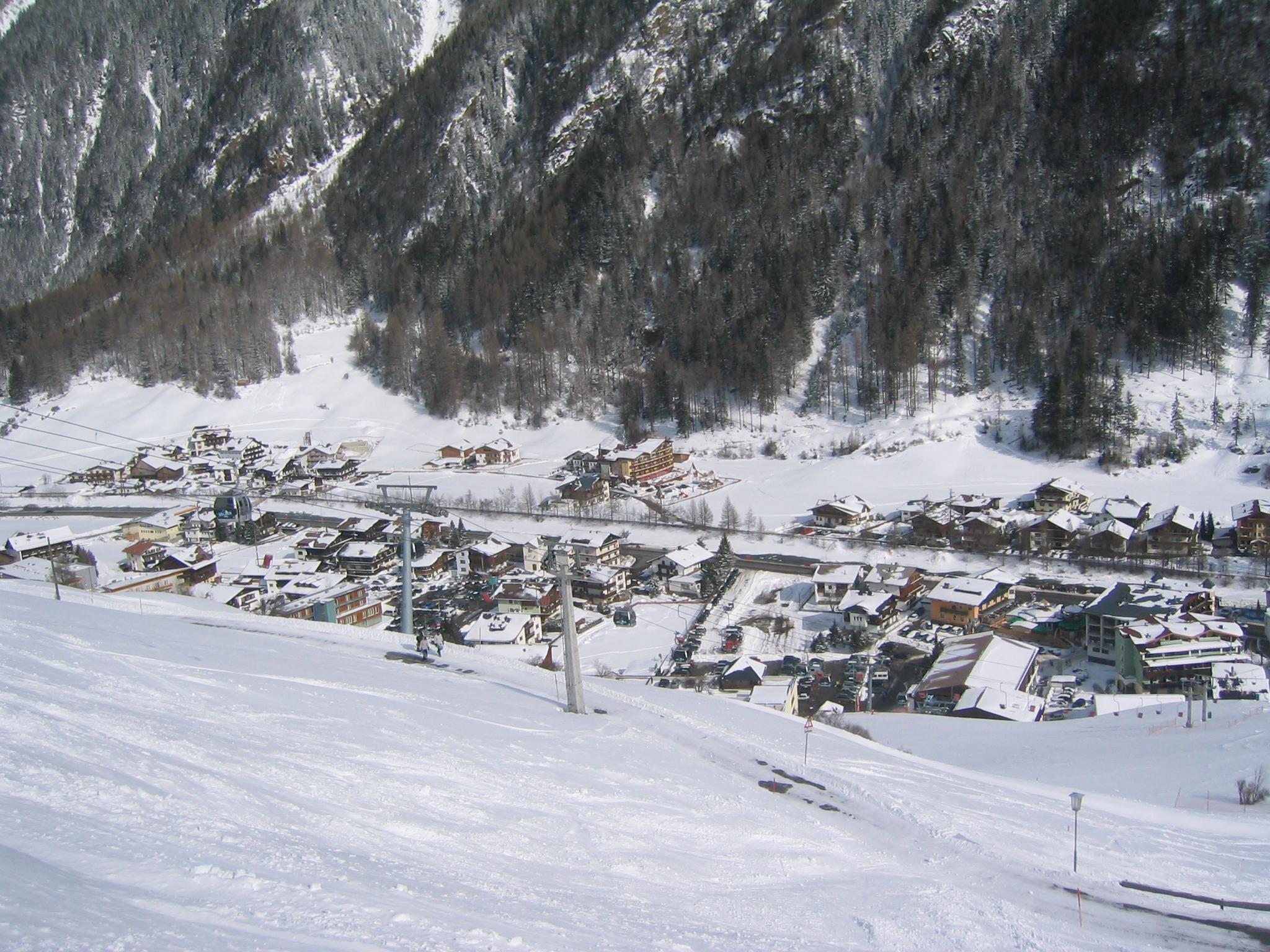
Sölden
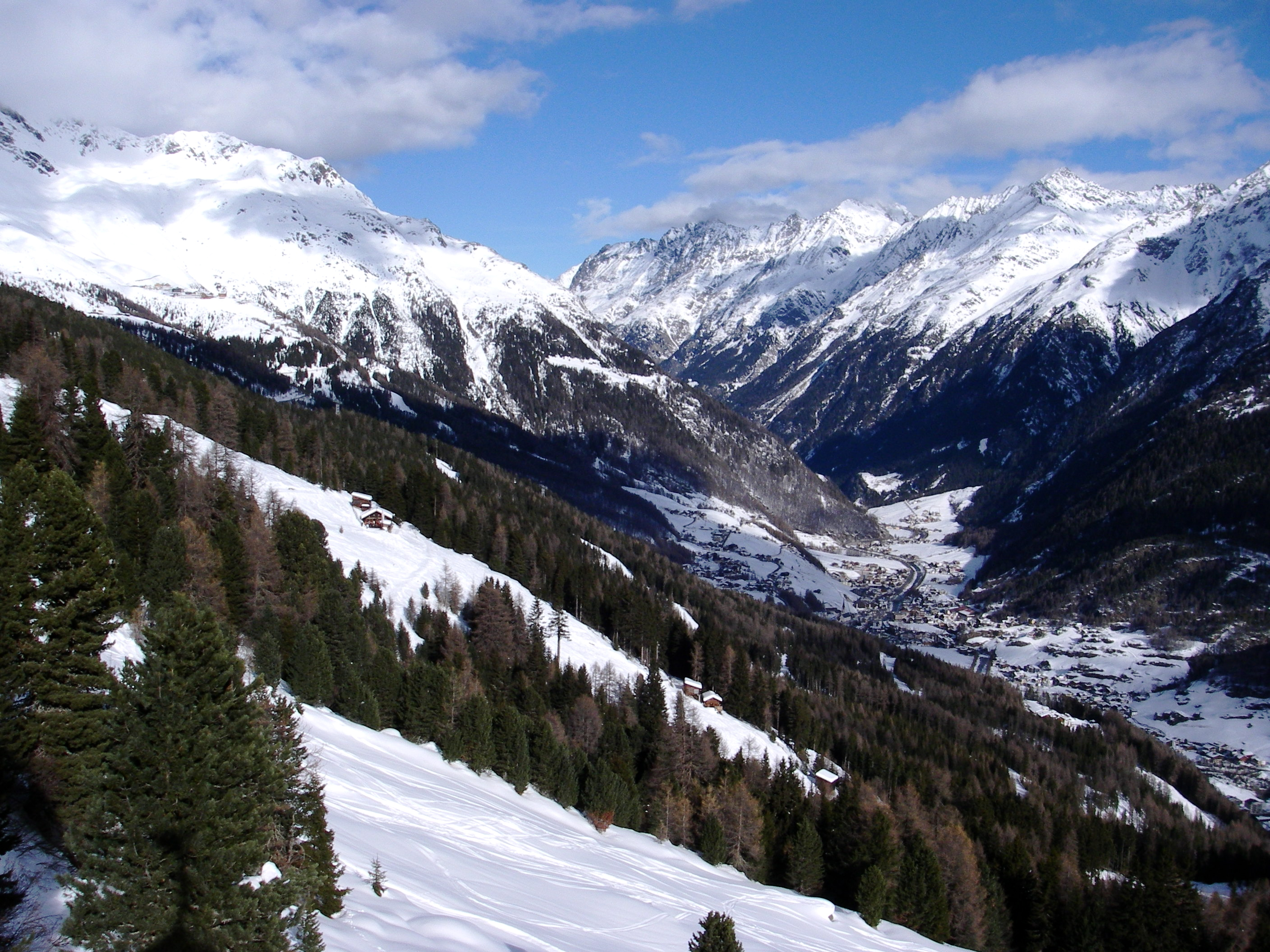
Sölden
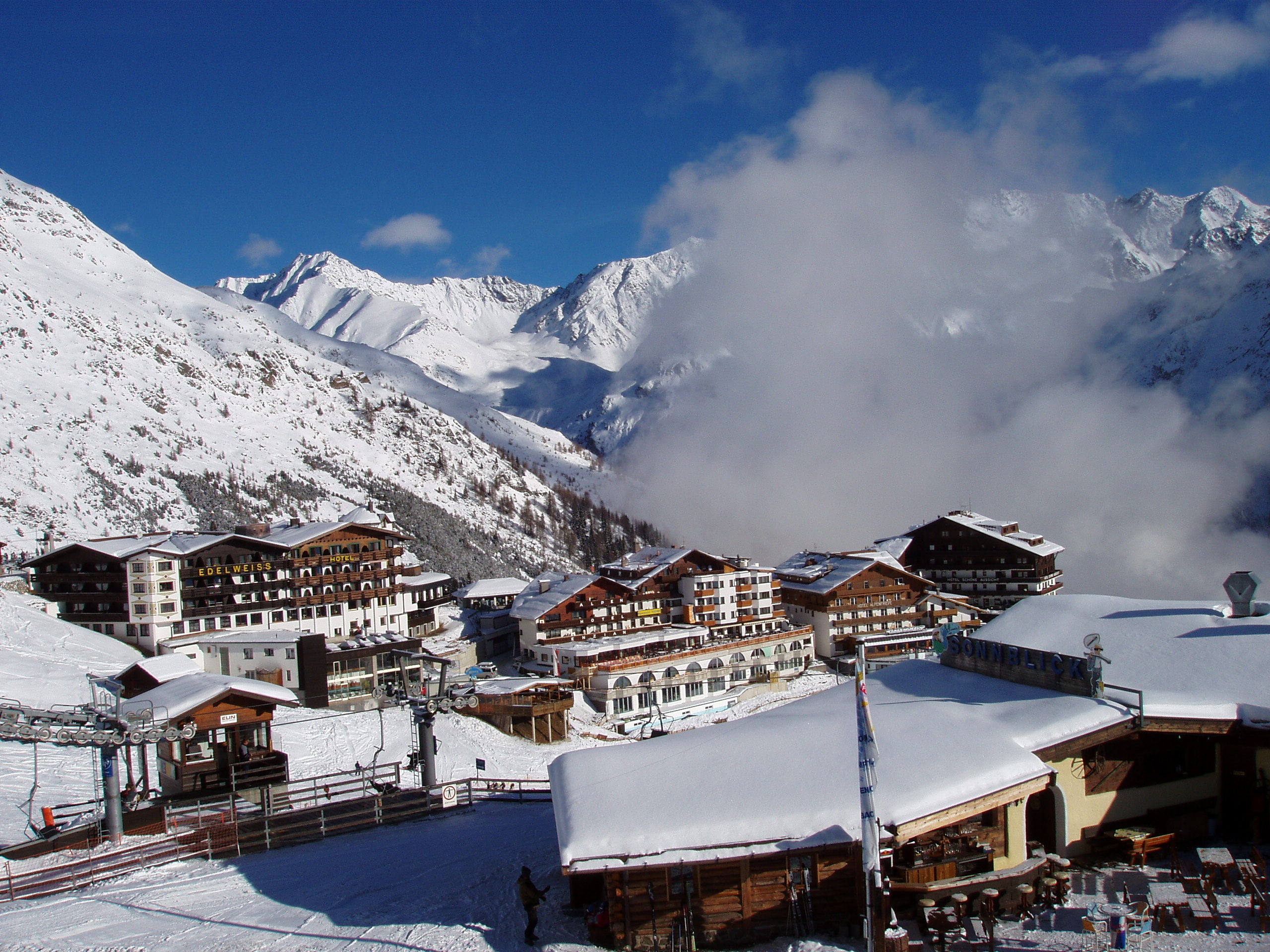
Hochsölden 2090 m n.p.m.